# Protea piscina
Protea piscina är en tvåhjärtbladig växtart som beskrevs av J.P.Rourke. Protea piscina ingår i släktet Protea och familjen Proteaceae. Inga underarter finns listade i Catalogue of Life.